# Pont (patron de conception)
 (octobre 2014).
- Si vous ne connaissez pas le sujet, laissez ce bandeau (vous pouvez alors contacter les auteurs).
- Si vous supprimez le contenu mis en cause (vous pouvez préalablement contacter les auteurs),

argumentez précisément cette suppression dans la page de discussion
(un manque de référence n'est pas un argument ; une recherche réelle de référence doit avoir été effectuée, être formellement documentée).
 (octobre 2014).
Si vous disposez d'ouvrages ou d'articles de référence ou si vous connaissez des sites web de qualité traitant du thème abordé ici, merci de compléter l'article en donnant les références utiles à sa vérifiabilité et en les liant à la section « Notes et références ».
Pour les articles homonymes, voir Pont (homonymie).
Le pont est un patron de conception de la famille structuration, qui permet de découpler l'interface d'une classe et son implémentation.
La partie concrète (implémentation réelle) peut alors varier, indépendamment de celle abstraite (définition virtuelle), tant qu'elle respecte le contrat de réécriture associé qui les lie (obligation de se conformer aux signatures des fonctions/méthodes, et de leur fournir un corps physique d'implémentation).

## Remarque
Ce modèle de structuration de la logique s'illustre notamment dans de nombreuses technologies d'accès éloigné, de communication distante, et d'envoi de message. Il a trait aux techniques de dialogue, d'un point de vue bas niveau - on trouve par exemple : les procédures d'appels distants (RPC), ou les invocations de méthodes distantes (Java RMI) ; et concerne aussi globalement, à un plus haut niveau, les architectures distribuées tels que les ORB ou autres SOA.

## Attention
Ne pas confondre ce patron avec l'adaptateur, qui est utilisé pour adapter l'interface d'un type vers un autre type, et donc faire en sorte qu'une ou plusieurs classes intègrent un type issu d'une interface en particulier (étendant ainsi son périmètre de transtypage).
Le pont est lui utilisé pour séparer la définition de l'interface (appelée aussi stub, pour « souche » ou « talon ») de l'implémentation (appelée aussi skeleton, symbolisant le « squelette » du sens logique mis en œuvre). Vous pouvez donc, de la sorte, faire évoluer l'implémentation concrète d'une classe sans devoir modifier l'appel effectué par la partie cliente, qui se réfère alors aux signatures de fonctions/méthodes de cette interface (elle-même invariante).

## Exemple en Eiffel
Exemple écrit en Eiffel.
```
deferred
 
class
 

   
ABSTRACTION

feature

   
implementator
:
 
IMPLEMENTATOR

   
make
 
(
a_representation
:
 
like
 
implementator
)

      
do

         
implementator
 
:=
 
a_representation

      
end

   
do_something

      
deferred

      
end

end

class
 

   
REFINED_ABSTRACTION

inherit

   
ABSTRACTION

create

   
make

feature

   
do_something

      
do

         
-- use `implementator'

      
end

end

 

 

deferred
 
class

   
IMPLEMENTATOR

feature

   
do_something

      
deferred

      
end

end

class

   
IMPLEMENTATION_A

inherit

   
IMPLEMENTATOR

feature

   
do_something

      
do

         
print
 
(
"Implementation A"
)

      
end

end

class

   
IMPLEMENTATION_B

inherit

   
IMPLEMENTATOR

feature

   
do_something

      
do

         
print
 
(
"Implementation B"
)

      
end

end

```

## Exemple en Java
Exemple écrit en Java, et utilisant les bibliothèques Java RMI.
Fichier bridge/Stub.java :
```
package
 
bridge
;

import
 
java.rmi.Remote
;

import
 
java.rmi.RemoteException
;

public
 
interface
 
Stub
 
extends
 
Remote
 

{

	
public
 
void
 
doSomething
()
 
throws
 
RemoteException
;

}

```

Fichier bridge/Skeleton.java:
```
package
 
bridge
;

import
 
java.rmi.RemoteException
;

import
 
java.rmi.server.UnicastRemoteObject
;

public
 
class
 
Skeleton
 
extends
 
UnicastRemoteObject
 
implements
 
Stub
 

{

	
private
 
static
 
final
 
long
 
serialVersionUID
 
=
 
42L
;

	
protected
 
Skeleton
()
 
throws
 
RemoteException

	
{
super
();}

	
public
 
void
 
doSomething
()
 
throws
 
RemoteException

	
{
System
.
out
.
println
(
"Invocation de la méthode doSomething()"
);}

}

```